# Paradise Killer
Paradise Killer — компьютерная игра 2020 года, разработанная Kaizen Game Works и изданная Fellow Traveller Games.

## Геймплей
Paradise Killer — приключенческая игра в жанре детектива с открытым миром. Игрок должен находить улики и подсказки, чтобы разгадать несколько тайн. Возможно отправить подозреваемых на суд в любое время, но эффективнее собрать больше улик, чтобы добиться приговора.

## Отзывы
Джо Скребельс из IGN дал игре 9 баллов из 10, похвалив созданный разработчиками мир. Джеймс О’Коннор из GameSpot поставил проекту такую же оценку, также отметив красоту мира. Из минусов он выделил грамматические ошибки в диалогах. Функе Джозеф из PC Gamer оценил игру в 91 балл из 100, назвав её одной из лучших в детективном жанре.